# Cassida hyalina
Cassida hyalina es una especie de coleóptero de la familia Chrysomelidae. Es endémico de la península ibérica (España).